# Aphanius
Aphanius är ett släkte fiskar bland de äggläggande tandkarparna och ingår i familjen Cyprinodontidae. Flera av arterna lever i kustnära vatten i såväl salt-, sött- som bräckt vatten. 

widths="246"
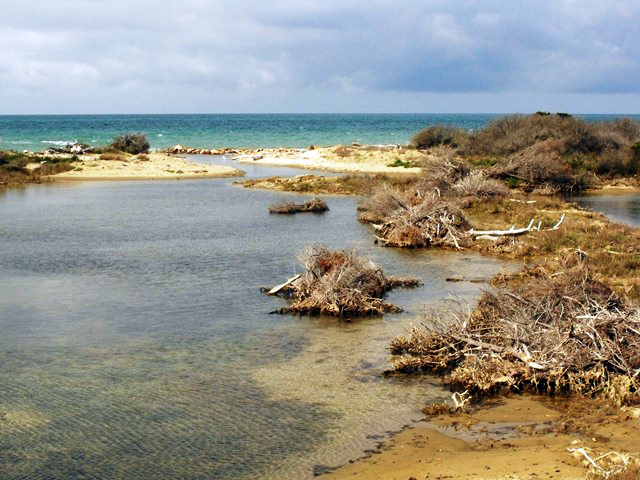
Bilden visar ett naturligt habitat för medelhavskillin (Aphanius fasciatus) i Maremma Nationalpark i Toscana i västra Italien, med Adriatiska havet i bakgrunden.

## Arter och underarter
Det finns 29 nominella arter beskrivna (per den 2 mars 2014), samt därtill en underart. Nedan listas dessa i bokstavsordning efter deras vetenskapliga artepitet:
- Aphanius almiriensis
- Aphanius anatoliae
- Aphanius apodus
- Aphanius arakensis
- Aphanius asquamatus
- Aphanius baeticus
- Aphanius burdurensis
- Aphanius chantrei
- Aphanius danfordii
- Aphanius desioi
- Aphanius dispar
  - A. d. richardsoni
- Aphanius farsicus
- Medelhavskilli (Aphanius fasciatus)
- Aphanius ginaonis
- Spansk killi (Aphanius iberus)
- Aphanius isfahanensis
- Orientkilli (Aphanius mento)
- Aphanius mesopotamicus
- Aphanius pluristriatus
- Aphanius punctatus
- Aphanius saourensis
- Aphanius sirhani
- Aphanius sophiae
- Aphanius splendens
- Aphanius stiassnyae
- Aphanius sureyanus
- Aphanius transgrediens
- Aphanius villwocki
- Aphanius vladykovi